# دتلف کیتشتاین
دتلف کیتشتاین (انگلیسی: Detlev Kittstein; ۲۴ فوریهٔ ۱۹۴۴ – ۳ مهٔ ۱۹۹۶) بازیکن هاکی روی چمن اهل آلمان غربی بود.